# Команда реагування Білого дому на COVID-19
Команда реагування Білого дому на COVID-19 була спеціальною групою під час президентства Джо Байдена для розробки заходів на поширення коронавірусної хвороби 2019 (COVID-19) у США. Вона була створена Джо Байденом у перший день його перебування на посаді — 20 січня 2021 року — і замінила робочу групу Білого дому президента Трампа з коронавірусу та тимчасову Консультативну раду Джо Байдена з COVID-19. Команду реагування було створено виконавчим розпорядженням 13987.

## Члени
| Член | Член                  | Посада | Призначення    |
| ---- | --------------------- | --- | -------------- |
|      | Джо Байден            | президент США | 20 січня 2021  |
|      | Камала Гарріс         | віце-президент США | 20 січня 2021  |
|      | Ашиш Джа              | Координатор заходів проти COVID-19 | 5 квітня 2022  |
|      | Ліза Барклай          | Заступник координатора з протидії коронавірусу | 13 квітня 2022 |
|      | Девід Арнольд Кесслер | Головний науковий співробітник відділу розробки заходів проти COVID-19 Колишній комісар FDA Колишній співголова Консультативної ради з COVID-19 Колишній керівник Operation Warp Speed | 20 січня 2021  |
|      | Вівек Мурті           | Генеральний хірург США | 20 січня 2021  |
|      | Еббі Глюк             | Спеціальний радник | 20 січня 2021  |
|      | Едуардо Сіснерос      | Директор з міжбюджетних питань | 20 січня 2021  |
|      | Бен Вакана            | Директор зі стратегічних комунікацій та залучення | 20 січня 2021  |
|      | Кларк Гамфрі          | Цифровий директор | 20 січня 2021  |
|      | Сайрус Шапар          | Директор з даних | 20 січня 2021  |
|      | Том Інглсбі           | Координатор тестування | 12 січня 2022  |
|      | Томас Цай             | Координатор тестування та лікування | 1 червня 2022  |
|      | Тім Меннінг           | Координатор постачання | 20 січня 2021  |
|      | Нахід Бхаделія        | Старший політичний радник із глобальних заходів проти COVID-19 | 15 липня 2022  |
|      | Рошель Валенські      | Директор Центрів з контролю та профілактики захворювань | 20 січня 2021  |

## Колишні члени
| Член | Член            | Посада | Призначення   | Кінець терміну перебування |
| ---- | --------------- | --- | ------------- | -------------------------- |
|      | Енді Славітт    | Старший радник Білого дому | 20 січня 2021 | 9 червня 2021              |
|      | Бешара Шукер    | Координатор з вакцинації | 20 січня 2021 | 22 листопада 2021          |
|      | Керол Джонсон   | Координатор з тестування | 20 січня 2021 | 17 грудня 2021             |
|      | Джефф Зінтс     | Координатор заходів з боротьби проти COVID-19 Помічник президента Радник президента | 20 січня 2021 | 5 квітня 2022              |
|      | Наталі Квілліан | Заступник координатора з боротьби проти COVID-19 | 20 січня 2021 | 13 квітня 2022             |
|      | Ентоні Фаучі    | Головний медичний радник президента та головний медичний радник із реагування на COVID-19 Директор Національного інституту алергії та інфекційних захворювань Колишній член Робочої групи Білого дому з питань протидії коронавірусу | 20 січня 2021 | 31 грудня 2022             |